# Arne Fog Pedersen
Arne Fog Pedersen (født 25. august 1911 i Hinnerup, død 29. november 1984) var en dansk politiker, minister og højskoleforstander.
Arne Fog Pedersen blev cand. theol. i 1939.
Han var 1939-50 højskolelærer i Rødding, hvor han mødte sin hustru Mette Fog Pedersen f. Høyer, som han blev gift med den 23. april 1939. Han var i årene 1950-53 chef for radioens foredragsafdeling, hvorefter han i 1953 blev forstander for Rødding Højskole. Fra 1954 til 1968 var han formand for Liberalt Oplysnings Forbund (LOF).
I 1968 trådte han ind i VKR-regeringen under Hilmar Baunsgaards ledelse og blev kirkeminister for Venstre 1968-1971. Han var ikke medlem af Folkekirken og udmærker sig dermed ved at være den eneste kirkeminister i dansk politisk historie, der ikke var medlem af folkekirken i sin embedsperiode.
I perioden 1972-1976 var Fog Pedersen tilbage som forstander på Rødding og i samme periode formand for Grænseforeningen.
Fra 1976 og frem til 1981 var han generalkonsul i Flensborg, hvor han var bosat frem til sin død.